# Cnemaspis rishivalleyensis
Cnemaspis rishivalleyensis — вид ящірок з родини геконових (Gekkonidae). Описаний у 2020 році.

## Поширення
Ендемік Індії. Поширений у долині річки Ріші в окрузі Читтур у штаті Андхра-Прадеш на сході Індії.